# Faagdisplay
Een faagdisplay is een techniek om eiwitinteracties te selecteren.
De verschillende kandidaatsequenties worden in de faaggenomen ingebracht en tot expressie gebracht door die fagen te kweken op hun gastheerbacterie. De recombinante faagdeeltjes worden geïncubeerd (biopanning) met de molecule waarvoor men een eiwitligand zoekt. Daarna worden de niet-gebonden deeltjes weggespoeld en worden de overblijvende fagen opnieuw vermenigvuldigd in hun gastheerbacterie. Men kan dit proces enkele malen herhalen. Uiteindelijk wordt de sequentie van het ingebracht stuk DNA bepaald.
De faagdeeltjes betekenen de fysische link tussen fenotype en genotype.